# Simplement (album de William Sheller)
Pour les articles homonymes, voir Simplement.
Albums de William Sheller
Olympia 82
(1982) William Sheller et le quatuor Halvenalf
(1984)
Simplement est le 6e album studio de William Sheller sorti chez Philips en mai 1984.

## Historique
Ce disque comprend seulement six chansons alors qu'à l'origine l'album devait en contenir douze : la maison de disques de William Sheller, Philips, a décrété qu'elle allait commercialiser des albums avec six titres afin de les vendre moins cher et en plus grande quantité. 
Le disque est un échec commercial, mais les singles extraits de l'album, Les Filles de l'aurore, Simplement et Mon dieu que j'l'aime, rencontrent le succès.

## Chansons
| 1.    | Simplement             |  |
| 2.    | Maman est folle        |  |
| 3.    | Les filles de l'aurore |  |
| 4.    | Mon dieu que j'l'aime  |  |
| 5.    | Le capitaine           |  |
| 6.    | L'amour noir           |  |
| 20:02 |                        |  |

## Musiciens
- Jacky Arconte, Yann Benoist, Laurent Roubach : guitare
- Patrick Dupont, Bernard Paganotti, Janic Top : basse
- Stephane Ianora : batterie
- Catherine Lara  : violon
- Jean-Philippe Audin : violoncelle
- Pierre Llinares : alto
- William Sheller : piano, voix, compositions, paroles
- Joël Fagerman : claviers
- Muriel Solal : paroles
- Michel Cœuriot, Michel Noël : participation à l'enregistrement (rôles inconnus)

## Autour de l'album
- Album réédité en 2000 en disque compact